# Christine Wenzel
Pour les articles homonymes, voir Brinker et Wenzel.
Christine Brinker Wenzel, née le 10 juillet 1981 à Ibbenbüren, est une tireuse sportive allemande, spécialiste du skeet.
Elle participe aux Jeux olympiques d'été de 2008 à Pékin, où elle est médaillée de bronze en skeet, et aux Jeux olympiques d'été de 2012 à Londres, terminant sixième. Elle est aussi quadruple championne du monde de skeet.
Elle est mariée au tireur sportif Tino Wenzel.

## Palmarès
- Jeux olympiques
  -  Médaille de bronze en skeet en 2008 à Pékin[1]

- Championnats du monde de tir
  -  Médaille d'or en skeet en 2007 à Nicosie[2]
  -  Médaille d'or en skeet en 2009 à Maribor[3]
  -  Médaille d'or en skeet en 2011 à Belgrade[2]
  -  Médaille d'or en skeet en 2013 à Lima[2]

- Championnats d'Europe de tir
  -  Médaille d'argent en skeet en 2007 à Grenade[2]
  -  Médaille de bronze en skeet en 2008 à Nicosie[2]
  -  Médaille de bronze en skeet en 2009 à Osijek[4]